# 13-as busz (Győr)
A győri 13-as jelzésű autóbusz Pinnyéd és Marcalváros között Adyváros, belváros, Gyárváros és Sziget érintésével, a Nádorvárosi köztemető érintése nélkül közlekedik. A járatot a Volánbusz üzemelteti.

## Története
2022. április 9-től a korábban Pinnyédig közlekedő 8-as járat lerövidült a Révai Miklós utcáig. Ettől a naptól kezdve kb. minden második 14-es vagy 14B járat 13-as vagy 13B jelzéssel a Liget utcai végállomás helyett Pinnyédre közlekedik.

## Közlekedése
A 13-as járatok összehangoltan közlekednek a 13B, 14-es, 14A és 14B buszokkal. Pinnyéd felé a 13B járattal közösen, munkanapokon csúcsidőben körülbelül 30 percenként, minden egyéb időszakban 40 percenként indulnak a buszok.

## Útvonala
| Marcalváros, Kovács Margit utca felé | Pinnyéd, Új sor felé |
| --- | --- |
| Pinnyéd, Új sor – Szent Vendel utca – Erdőtelep utca – Kunszigeti út – Olimpia utca – Radnóti Miklós utca – Erkel Ferenc utca – Kossuth Lajos utca – Rába Kettős híd – Zechmeister utca – Jókai utca – Szent István út – Budai út – Nagysándor József utca – Ipar utca – Szigethy Attila út – Kodály Zoltán utca – Földes Gábor utca – Tihanyi Árpád út – Vasvári Pál utca – Lajta út – Bakonyi út – Mécs László utca – Marcalváros, Kovács Margit utca | Marcalváros, Kovács Margit utca – Mécs László utca – Bakonyi út – Lajta út – Vasvári Pál utca – Tihanyi Árpád út – Földes Gábor utca – Kodály Zoltán utca – Szigethy Attila út – Ipar utca – Nagysándor József utca – Budai út – Szent István út – Aradi vértanúk útja – Zechmeister utca – Rába Kettős híd – Híd utca – Radnóti Miklós utca – Olimpia utca – Kunszigeti út – Fő utca – Szent Vendel utca – Pinnyéd, Új sor |

## Megállóhelyei
Az átszállási kapcsolatok között a 13B, 14-es, 14A és 14B buszok nincsenek feltüntetve!
| 13 (Pinnyéd, Új sor – Marcalváros, Kovács Margit utca) | 13 (Pinnyéd, Új sor – Marcalváros, Kovács Margit utca) | 13 (Pinnyéd, Új sor – Marcalváros, Kovács Margit utca) | 13 (Pinnyéd, Új sor – Marcalváros, Kovács Margit utca)               | 13 (Pinnyéd, Új sor – Marcalváros, Kovács Margit utca) | 13 (Pinnyéd, Új sor – Marcalváros, Kovács Margit utca) | 13 (Pinnyéd, Új sor – Marcalváros, Kovács Margit utca) | 13 (Pinnyéd, Új sor – Marcalváros, Kovács Margit utca) |
| Perc (↓)                                               | Perc (↓)                                               | Perc (↓)                                               | Megállóhely                                                          | Perc (↑)                                               | Perc (↑)                                               | Átszállási kapcsolatok | Fontosabb létesítmények |
| ------------------------------------------------------ | ------------------------------------------------------ | ------------------------------------------------------ | -------------------------------------------------------------------- | ------------------------------------------------------ | ------------------------------------------------------ | --- | --- |
| 0                                                      | 0                                                      | 0                                                      | Pinnyéd, Új sor                                                      | 41                                                     | 37                                                     | | Jézus Szíve templom, Pinnyédi temető |
| 1                                                      | 1                                                      | 1                                                      | Szirom utca                                                          | ∫                                                      | ∫                                                      | | |
| 2                                                      | 2                                                      | 2                                                      | Szivárvány utca                                                      | ∫                                                      | ∫                                                      | | |
| 3                                                      | 3                                                      | 3                                                      | Ponty utca                                                           | ∫                                                      | ∫                                                      | | |
| ∫                                                      | ∫                                                      | ∫                                                      | Szent Vendel utca, Fő utca utca                                      | 40                                                     | 36                                                     | | |
| 4                                                      | 4                                                      | 4                                                      | Kunszigeti út, Fő utca                                               | 39                                                     | 35                                                     | | |
| 5                                                      | 5                                                      | 5                                                      | Aqua sportközpont                                                    | 37                                                     | 33                                                     | | Aqua Sportközpont, Szigeti temető, Szigeti izraelita temető |
| 6                                                      | 6                                                      | 6                                                      | Olimpiai Sportpark                                                   | 36                                                     | 32                                                     | | Olimpiai Sportpark, Bercsényi Miklós Közlekedési És Sportiskolai Szakközépiskola És Szakiskola, Bercsényi liget                                                                             |
| 7                                                      | 7                                                      | 7                                                      | Radnóti Miklós utca, Köztelek utca                                   | 34                                                     | 31                                                     | | Győri Rendőrkapitányság Közrendvédelmi Osztály, Márvány Óvoda Szigeti Tagóvodája |
| 9                                                      | 8                                                      | 9                                                      | Erkel Ferenc utca                                                    | ∫                                                      | ∫                                                      | 11, 12Y, 18 | Bartók Béla Ének-Zenei Általános Iskola |
| ∫                                                      | ∫                                                      | ∫                                                      | Radnóti Miklós utca, Szarvas utca (Korábban: Stromfeld utca)         | 33                                                     | 30                                                     | 11, 12Y, 18 | Rába Quelle fürdő |
| 11                                                     | 10                                                     | 11                                                     | Petőfi tér, zsinagóga                                                | ∫                                                      | ∫                                                      | 1, 1A, 1B, 11, 12Y, 18 | Petőfi tér, Zsinagóga, Városi Művészeti Múzeum |
| ∫                                                      | ∫                                                      | ∫                                                      | Híd utca, Rába Quelle fürdő                                          | 32                                                     | 29                                                     | 2B, 11, 12Y, 18 | Rába Quelle fürdő, Petz Aladár Oktató Kórház Rehabilitációs Centrum |
| 12                                                     | 11                                                     | 12                                                     | Zechmeister utca, Rába-part (↓) Zechmeister utca, Bécsi kapu tér (↑) | 30                                                     | 28                                                     | 1, 1A, 1B, 2B, 8Y, 9A, 11, 12Y, 17, 17B, 18, 19A | Klastrom szálló, Virágpiac tér, Bécsi kapu tér |
| 14                                                     | 13                                                     | 14                                                     | Honvéd liget (↓) Aradi vértanúk útja, szökőkút (↑)                   | 28                                                     | 26                                                     | 1, 1A, 1B, 2, 2B, 5, 5B, 5R, 6, 7, 8, 8Y, 9, 9A, 11, 12, 12A, 12Y, 15, 15A, 17, 17B, 18, 19, 19A, 21, 21B, 22, 22A, 22B, 22Y, 29, 30, 30A, 30B, 30Y, 31, 31A, 37, 38, 38A Távolsági járatok S10 G10 , IC, InterRégió, EC, EN, ER, gyorsvonat, expresszvonat, | Győr Honvéd ligeti Okmányiroda, Szent István úti Okmányiroda, Honvéd liget, Munkaügyi Bíróság, Városháza, Győr-Moson-Sopron Vármegyei Kormányhivatal                                        |
| 16                                                     | 15                                                     | 16                                                     | Szent István út, Iparkamara                                          | 26                                                     | 24                                                     | 6, 7, 8, 8Y, 9, 10, 11, 11Y, 12, 12A, 12Y, 15, 15A, 16, 30, 30A, 30B, 30Y, 31, 31A, 42 | Győr-Moson-Sopron Vármegyei Kereskedelmi és Iparkamara, Bisinger József park, Osztrák Köztársaság Konzuli Képviselete, Közjegyzői Kamara                                                    |
| 18                                                     | 17                                                     | 18                                                     | Budai út, Árkád üzletház                                             | 24                                                     | 22                                                     | 2B, 6, 7, 8, 8Y, 10, 12, 12A, 12Y, 16, 17, 17B, 30, 30A, 30B, 31, 31A | Árkád |
| 20                                                     | 18                                                     | 20                                                     | Budai út, szeszgyár                                                  | 21                                                     | 20                                                     | | Győri Szeszgyár és Finomító Zrt., Győri Likőrgyár Zrt. |
| 22                                                     | 20                                                     | 22                                                     | Mátyás király tér                                                    | 19                                                     | 18                                                     | 15, 15A | Jézus Szíve templom, Waldorf Általános Iskola és Gimnázium, Mátyás király tér |
| 24                                                     | 22                                                     | 24                                                     | Ipar utca, Nagysándor József utca                                    | 18                                                     | 17                                                     | 41 | ETO Park, Okmányiroda, Waldorf Általános Iskola és Gimnázium |
| 25                                                     | 23                                                     | 25                                                     | Ipar utca, Kiskúti út                                                | 17                                                     | 16                                                     | 8, 8Y, 41 | |
| 26                                                     | 24                                                     | 26                                                     | Ipar utca, Puskás Tivadar utca                                       | 16                                                     | 15                                                     | 20, 20Y, 23, 24, 41 | |
| 27                                                     | 25                                                     | 28                                                     | Ipar utca, Volán-telep                                               | 14                                                     | 13                                                     | 20, 20Y, 23, 23A, 24, 41 | Volánbusz Zrt. |
| 28                                                     | 26                                                     | 29                                                     | Szigethy Attila út, Fehérvári út                                     | 12                                                     | 11                                                     | 9, 9A, 15, 19, 19A, 20, 20Y, 23, 23A, 24, 25, 27, 28, 41 | Barátság park, Adyvárosi sportcentrum |
| 30                                                     | 28                                                     | 32                                                     | Kodály Zoltán utca, Földes Gábor utca                                | 10                                                     | 9                                                      | 7, 9, 9A, 17, 17B, 20, 24, 25, 28, 41 | Kuopio park, 4-es posta |
| 31                                                     | 29                                                     | 33                                                     | Földes Gábor utca                                                    | ∫                                                      | ∫                                                      | 25 | Pálffy Miklós Kereskedelmi Szakképző Iskola, Fekete István Általános Iskola |
| 32                                                     | 30                                                     | 36                                                     | Tihanyi Árpád út, kórház                                             | 8                                                      | 8                                                      | 2, 2B, 11, 11Y, 25, 32, 34, 36, 37, 38, 38A | Petz Aladár Egyetemi Oktató Kórház, Erzsébet Ligeti Óvoda Vuk Tagóvodája |
| 34                                                     | 31                                                     | 37                                                     | Vasvári Pál utca, kórház, főbejárat                                  | 6                                                      | 6                                                      | 6, 11, 11Y, 23, 23A, 24, 25, 26, 28, 32, 34, 36, 37 | Petz Aladár Egyetemi Oktató Kórház, Győr Plaza, Gyermekvédelmi Központ |
| 36                                                     | 33                                                     | 42                                                     | Lajta út, posta                                                      | 4                                                      | 4                                                      | 11, 11Y, 22, 22A, 22B, 22Y, 23, 23A, 24, 25, 26, 28, 42 | 13-as posta, Kovács Margit Óvoda Brunszvik Teréz Német Nemzetiségi Tagóvodája, Szent-Györgyi Albert Egészségügyi és Szociális Szakképző Iskola, Kovács Margit Általános és Szakképző Iskola |
| 38                                                     | 34                                                     | 44                                                     | Lajta út, gyógyszertár                                               | 2                                                      | 2                                                      | 11, 11Y, 22, 22A, 22B, 22Y, 23, 23A, 24, 25, 26, 28, 42 | |
| 40                                                     | 36                                                     | 47                                                     | Bakonyi út, marcalvárosi aluljáró                                    | ∫                                                      | ∫                                                      | 11, 11Y, 21, 21B, 22, 22A, 22B, 22Y, 23, 23A, 24, 25, 26, 28, 42 | |
| ∫                                                      | ∫                                                      | ∫                                                      | Bakonyi út, Gerence út                                               | 1                                                      | 1                                                      | 11, 11Y, 21, 21B, 22, 22A, 22B, 22Y, 23, 23A, 24, 25, 26, 28, 42 | Pattantyús-Ábrahám Géza Ipari Szakközépiskola és Általános Művelődési Központ |
| 42                                                     | 38                                                     | 50                                                     | Marcalváros, Kovács Margit utca                                      | 0                                                      | 0                                                      | 1, 1A, 1B, 11, 11Y, 21, 21B, 22, 22A, 22B, 22Y, 23, 23A, 24, 25, 26, 28, 42 | |

1. 1 2  Csúcsidőszakon kívül a menetidő rövidebb. A reggeli csúcsidőszakban egyes járatok kiemelt menetidővel közlekednek.